# Ekseption
Ekseption was een Nederlandse symfonische rockband die vooral actief was in de jaren 60 en 70 van de 20e eeuw. Ekseption had verscheidene hits en won in 1970 een Edison. De groep werd vooral bekend vanwege zijn op klassieke werken geënte, vroeg-progressieve rock met jazz-improvisaties.

## Geschiedenis

### Ontstaan
Ekseption ontstond in 1967 uit het Haarlemse schoolbandje The Jokers, dat in 1958 was opgericht door Hans Alta (bas), Rob Alta (gitaar), Rein van den Broek (trompet, flugelhorn, saxofoon), Tim Griek (drums) en Huib van Kampen (gitaar/saxofoon). In het eerste jaar speelden ook Ton Heydenrijk (saxofoon) en Hans Timmer (orgel) mee. De groep speelde voornamelijk covers van rhythm & blues-, jazz- en popnummers. In 1965 veranderden The Jokers hun naam in Incrowd, maar door het succes van een andere gelijknamige Nederlandse groep moesten ze weer iets anders verzinnen. In 1967 werd dat Ekseption. Ton Heydenrijk en Hans Timmer verlieten echter de groep. Rob Kruisman kwam erbij en nam de muzikale leiding op zich.

### Succesjaren

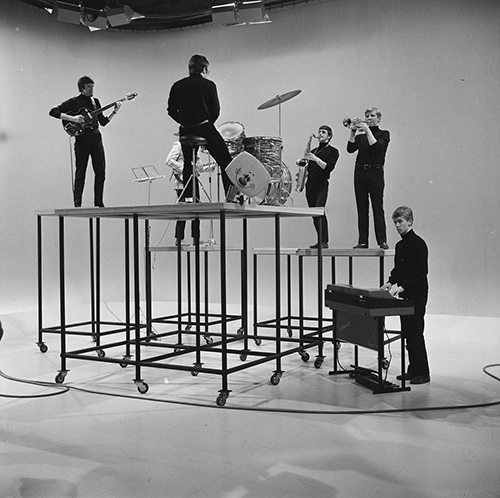
Ekseption in het programma Fanclub (1967)

In april 1967 kwam toetsenist Rick van der Linden de groep versterken. In 1968 won Ekseption de eerste prijs op het Loosdrecht Jazzconcours en raakte daarmee in een klap tot ver over de Nederlandse grenzen bekend. Ze kregen bij Phonogram een platencontract, wat het volgende jaar zou resulteren in hun eerste grammofoonplaat, getiteld Ekseption. Hiermee begon een succesrijke periode van vijf jaar, waarin de band door heel Europa toerde en onder meer speelde in het Olympia in Parijs, de Philharmonie in Hamburg en het Palladium in Londen.
In 1968 verlieten Hans Alta en Tim Griek de groep en werden vervangen door respectievelijk Cor Dekker (basgitaar) en Peter de Leeuwe (drums), beiden ex-The Hottletts. Rob Alta was al eerder opgestapt. Tim Griek zou later producer worden van onder anderen Brainbox en André Hazes.

#### Koersverandering
In 1969 werd Ekseption door de Engelse band The Nice geïnspireerd om klassieke stukken te bewerken en daarmee de muzikale koers te verleggen naar een mix van rock en klassieke muziek. Rick van der Linden had een conservatoriumopleiding klassieke muziek genoten en had ervaring met het spelen in verschillende pop- en jazzgroepen als het Occasional Swingcombo en het Ferdinand Povel Quartet. Met zijn arrangementen van klassieke werken van onder meer Bach, Albinoni, Beethoven, Mozart, Tsjaikovski en Chatsjatoerjan was hij voor een groot deel verantwoordelijk voor het geheel nieuwe, eigen en energieke geluid van de band.

#### Eerste successen
De eerste single, The 5th of The fifth (een arrangement op Beethovens vijfde symfonie en met fragmenten van andere composities van Beethoven, waaronder de Mondschein-sonate), haalde de derde plaats op de hitlijsten. Ook met Rhapsody in blue (naar Gershwin) en Air (naar Bach) had de groep succes. Air en The 5th waren arrangementen ontstaan in samenwerking tussen Van den Broek, Van der Linden, De Leeuwe, Van Kampen en Kruisman. Air stond in 1969 twee weken op de eerste plaats in de Hilversum 3 Top 30.
Ekseptions eerste album, Ekseption, werd uitgegeven in 1969. Datzelfde jaar echter verlieten Rob Kruisman en Huib van Kampen al de band, dit vanwege verschillen van mening over de te volgen muzikale koers. Huib van Kampen ging het (muziek)onderwijs in. Dick Remelink (sax, fluit, ex-Pocomania) verving Rob Kruisman, die zich bij de band Island aansloot.

#### Beggar Julia's time trip
Ekseptions vaste bezetting bestond begin 1970 uit Rein van den Broek, Rick van der Linden, Cor Dekker, Dick Remelink en Peter de Leeuwe. Zanger Michel van Dijk deed mee op het tweede album van Ekseption, evenals Dennis Whitebread (echte naam: Witbraad), die Peter de Leeuwe tijdelijk verving op de drums. Het succesvolle conceptalbum uit dat jaar, Beggar Julia's time trip, won een Edison. Het album verbeeldt de reis van een vrouw uit het jaar 900 door de tijd van toen naar het heden, die haar in aanraking bracht met allerlei componisten en muziekstijlen. Enkele van de nummers op dit album zijn het rock/jazznummer Pop giant, het barokke Feelings en het vocale nummer Julia. Het album bevat ook een aantal originele, klassiek getinte composities van Rick van der Linden. Het nummer "Concerto" begint met het eerste deel van Tchaikovsky's Pianoconcert, en gaat dan over in het tweede deel van Beethovens Pianosonate nr. 8 in c. Een ander nummer, Italian concerto, werd een hit.

#### Ekseption 3
Nog in 1970 werd ook het derde Ekseption-album opgenomen met de simpele titel Ekseption 3. Peter de Leeuwe was weer terug en Michel van Dijk, ontevreden over de nadruk op instrumentale muziek, had de groep verlaten en zou later opduiken als zanger bij Brainbox en Alquin. Hij werd vervangen door Steve Allet, overgekomen van de groep Ginger Ale. Het album, een muzikaal schilderij van het sprookje Le petit prince van Antoine de Saint-Exupéry, haalde de eerste plaats op de albumhitlijst. Het nummer Peace planet (naar Bachs Suite no. 2) werd als single een hit. Ekseption 3, met nummers als Morning rose, On Sunday they will kill the world, B 612 en Another history (een jazzy ballade) is het meest vocale van alle Ekseption-albums. Toch nam Van der Lindens instrumentale tweedelige suite Piece for symphonic and rock group in A minor een centrale plaats in en zou dit album het laatste van de groep zijn met vocale solonummers. Op dit album staat als enige in de reeks een quasi-livenummer, Rondo.

#### Ekseption 00.04
In 1971 had zanger Steve Allet de groep verlaten. Rick van der Linden maakte in Londen met het Royal Philharmonic Orchestra opnamen voor het nummer Piccadilly sweet - een stuk van 15 minuten. De overige leden van Ekseption speelden later, in Nederland, hun partijen in. Op het daarna ontstane vierde album, Ekseption 00.04, stonden de inmiddels vertrouwde instrumentale arrangementen op klassieke werken en ook jazzachtige nummers. In het nummer Choral hoort men ook een groep vocalisten (leden van het Nederlands Kamerkoor). Ook dit album haalde de eerste plaats op de albumverkooplijst.

#### Ekseption 5

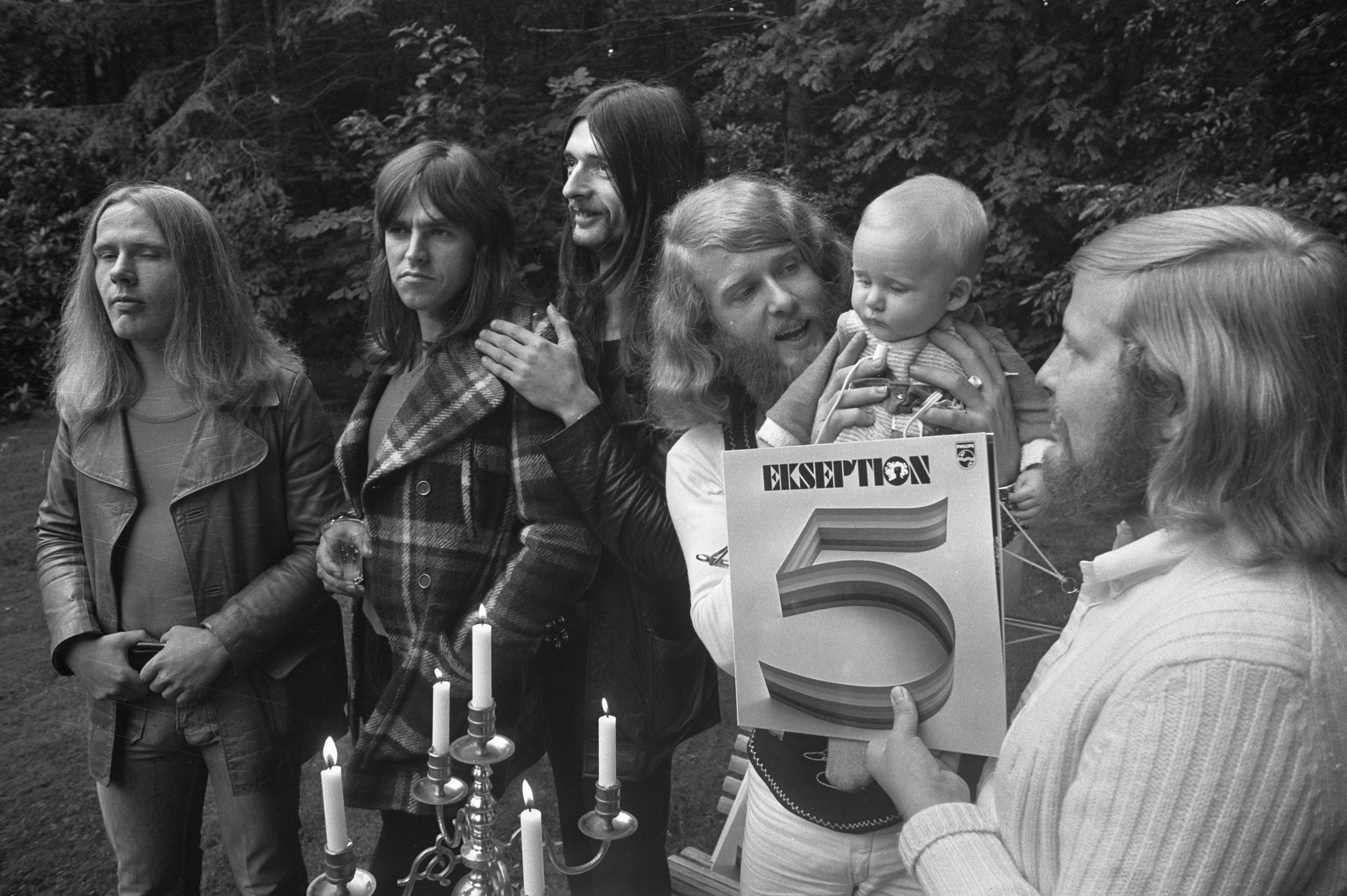
Presentatie van Ekseption 5 in september 1972

Het jaar daarop kwam Ekseption 5 uit, een mix van klassiek, rock en jazz, met nummers als À la Turka (gebaseerd op Mozarts Rondo alla Turka, uit de Pianosonate no. 11 in A, K331:3) en arrangementen op J.S. Bachs Sonata no. 2 in e mineur, Siciliano in G en Concerto for violin and orchestra in A minor: 1. Vivace. Wat opvalt is het huilen van Rick van der Lindens zoontje in de ballade My son en een instrumentale versie van For Example van hun voorbeeldgroep "The Nice" onder de titel For Example/For Sure, een nummer dat aanvankelijk gecrediteerd werd als "Emerson/Van der Linden", maar op latere uitgaven als "Keith Emerson/Lee Jackson". Andere nummers zijn Midbar session en het melodieuze Virginal.
Intussen was de band druk met vele tournees in heel Europa; vooral in Scandinavië was ze populair. De druk veroorzaakte echter frictie tussen verschillende groepsleden.

### Herfstjaren

#### Trinity
1972 was het laatste grote succesjaar van de groep. Interne strubbelingen staken steeds meer de kop op. In maart 1973 werden saxofonist/fluitist Dick Remelink en drummer Peter de Leeuwe door Van der Linden uit de groep gezet wegens 'muzikale ontgroeiing'. Ze werden vervangen door Jan Vennik (fluit, sopraan- en tenorsax) en Pieter Voogt (drums, percussie. Dick Remelink ging bij Galaxy Lin spelen. In de nieuwe bezetting werd het zesde album, Trinity, opgenomen. Opvallend op dit album waren onder meer de bijdragen van fluitist Vennik en van het Nederlands Kamerkoor in het nummer Finale III, alsmede de negen minuten durende jam Improvisation. Rick van der Linden leefde zich uit op piano, pijporgel, spinet, ARP 2600-synthesizer en mellotron. Trinity werd commercieel geen groot succes en hits bleven uit.
Ondanks het feit dat het succes buiten Europa niet groot was, zijn er wel diverse persingen gemaakt van de eerste zes lp's. Ekseption, Beggar Julia's time trip en Ekseption 5 in de Verenigde Staten, alle zes in Canada, het Verenigd Koninkrijk en Israël. Verder diverse persingen in andere Europese en Zuid-Amerikaanse landen. Een Japanse persing bestaat alleen van Beggar Julia's time trip. De hoezen verschillen bovendien van opzet. Met name in Duitsland, waar de groep zeer populair was, zijn zelfs in 1976 napersingen van de lp's gemaakt, omdat er veel vraag naar was.
In november 1973 werd Van der Linden zelf uit de groep gezet. Begin 1974 eiste hij in kort geding een verbod op het gebruik van de naam 'Ekseption' door zijn ex-collega's. De eis werd drie dagen later toegewezen. In onderling overleg kwamen de vier leden van Ekseption met Van der Linden echter overeen dat Ekseption onder deze naam zou mogen blijven optreden.
Van der Linden was intussen met Peter de Leeuwe begonnen aan een nieuwe groep, Ace, die later dat jaar zou worden gepresenteerd onder de naam Trace.

#### Bingo
Bij Ekseption nam Hans Jansen (keyboards, ex-Think Tank) de plaats in van Van der Linden. Gastspeler op het zevende album, Bingo (1974), was Hans Hollestelle (gitaar, viool). Zonder de dominerende Rick van der Linden klonk Ekseption losser en jazzier, met meer ruimte voor solo's van de andere instrumenten. De meeste nummers voor dit album werden gecomponeerd en gearrangeerd door Vennik, Jansen en Van den Broek. Het album bevat onder meer nummers als Nightwalk en een nieuwe versie van het eerder uitgebrachte Sabre dance (naar Chatsjatoerjan). Het nummer De fietser had als single wel enig succes, maar het album bleef qua notering steken in de middenmoot.

#### Mindmirror
Ook het achtste album, Mindmirror (1975), met zowel klassiek getinte nummers als nummers van Piet Souer en Ramses Shaffy, deed commercieel gezien niet veel en Ekseption hield het voorlopig voor gezien.
Sommige leden bleven wel zichtbaar in het muziekvak, zoals Rein van den Broek, Jan Vennik, Hans Jansen en Hans Hollestelle, die met Jan Hollestelle (basgitaar) en Cees Kranenburg (drums) de jazzrockgroep Spin vormden. Cor Dekker volgde Jaap van Eik op bij Trace.

#### Back to the Classics
In 1977 kwam opnieuw een plaat van Ekseption uit, met de veelzeggende titel Back to the Classics, maar het album had weinig succes. De bezetting van de groep was dezelfde als bij Bingo, echter zonder Hans Hollestelle.

#### Ekseption '78
Het gemis aan succes gold ook voor Ekseptions tiende: Ekseption '78, waaraan naast Van den Broek, Dekker, De Leeuwe en Remelink ook Rick van der Linden meewerkte. Naast het opvallende openingsnummer, een uittreksel van Bachs Matthäus Passion, bevatte dit album onder meer Your home van Van der Linden en arrangementen op Impromptu van Schubert, Summertime van Gershwin en The cat van Lalo Schifrin. Ekseption '78 was het enige album van de band dat werd uitgebracht onder het label CNR (en Decca in Duitsland); het zou later als cd worden heruitgebracht onder de titels The very best of Ekseption (1991), Ekseption (1994) en Hollands glorie (2001). Het is het enige album van Ekseption waar Rick zijn Yamaha GX-1-synthesizer laat horen.
Rein van den Broek en Rick van der Linden brachten in 1980 een duoalbum uit onder de naam Cum laude.

#### Dance Macabre
In 1981 kwamen de oude Ekseption-leden Van den Broek, Van der Linden en Remelink weer bij elkaar, aangevuld met de twee ex-Kayakleden Max Werner (drums, percussie, marimba) en Johan Slager (gitaar, basgitaar). Zij namen het album Dance Macabre op met een verzameling oude successen van de band als Air, Rhapsody in blue, The 5th en Peace planet. Het had echter weinig commercieel succes.
In 1988 kwam een vervolg op de eerste Cum laude, met Van der Linden en Van den Broek, en versterkt met gastmusici, onder anderen Peter de Leeuwe op slagwerk.

#### Ekseption '89
In 1989 probeerde Ekseption het opnieuw in de oude bezetting (Van der Linden, Van den Broek, De Leeuwe en Remelink). Met medewerking van Frans Muys van de Moer (bas), Johan Zwart (gitaar) en Eddie Conard (percussie) nam de band een tweede reünieplaat op, getiteld Ekseption '89. Maar de formule van enkele oude hits als The 5th, Air en Peace planet, aangevuld met nieuwere nummers, bracht de handen niet meer op elkaar en de groep werd opnieuw ontbonden. Toch kwam ze af en toe weer bij elkaar, bijvoorbeeld bij het evenement Eberhard Schoener in Duitsland in 1991.

#### 25-jaarsreünie
Hoewel de band keer op keer ontbonden werd, bleef de naam Ekseption voortbestaan. In 1994 werd dan eindelijk een live-cd uitgebracht: The reunion, iets later met de titelnaam Best of Ekseption. De opnamen werden in november 1993 gemaakt in het Kurhaus in Eberbach en in de Meistersingerhalle in Neurenberg. De bezetting bestond uit Van der Linden, Van den Broek en Remelink, met medewerking van Max Werner en Frans Muys van der Moer.

#### Nieuw millennium
In 2003 richtte Rick van der Linden een nieuw Ekseption op, waarmee hij in Nederland, België en Duitsland op tournee ging. De groep bestond behalve Van der Linden en zijn vrouw Inez (zang) uit de Canadezen Mark Inneo (drums/percussie), Bob Shields (gitaar), Meredith Nelson (basgitaar) en Peter Tong (toetsinstrumenten).

#### Dvd
Met hulp van Rein van den Broek werd in 2003 videomateriaal op dvd gezet met als titel The story of Ekseption. De opnamen omvatten een interview, clips, een documentaire en livemateriaal uit onder andere Israël, Frankrijk en Italië. Deze dvd bevat onder meer een deel niet eerder in het openbaar getoond materiaal. De dvd kwam in zekere oplage met een extra cd, de liveopnamen uit Duitsland van 1993. De cd kreeg in deze uitgave de nieuwe titel Live in Germany.

## Overleden groepsleden
Op 13 februari 1988 overleed voormalig drummer Tim Griek op 43-jarige leeftijd bij een auto-ongeluk.

Op 13 mei 2003 overleed gitarist, saxofonist en mede-oprichter Huib van Kampen op 59-jarige leeftijd.

Op 26 oktober 2005 overleed in zijn woonplaats IJmuiden bassist Cor Dekker op 57-jarige leeftijd aan de gevolgen van blaaskanker.

Op 22 januari 2006 overleed Rick van der Linden op 59-jarige leeftijd aan de gevolgen van het herseninfarct dat hem twee maanden eerder had getroffen.

Op 4 februari 2014 overleed Peter de Leeuwe op 66-jarige leeftijd aan de gevolgen van een hartstilstand.

Op 10 mei 2015 overleed Rein van den Broek op 69-jarige leeftijd aan de gevolgen van hartfalen.

Op 10 maart 2020 overleed fluitist Jan Vennik op 84-jarige leeftijd.

In augustus 2023 overleed toetsenist Hans Jansen.

Op 30 augustus 2023 overleed multi-instrumentalist Rob Kruisman op 76-jarige leeftijd door alvleesklierkanker.

## Discografie

### Lp's en cd's
- Ekseption (lp), 1969
- Beggar Julia's time trip (lp), 1970
- Ekseption 3 (lp), 1970
- Ekseption 00.04 (lp), 1971
- Ekseption 5 (lp), 1972
- Trinity (lp), 1973
- Bingo (lp), 1974
- Mindmirror (lp), 1975
- With Love From (lp), 1975 - verzamelalbum met 2 nummers die niet eerder op LP waren voorgekomen
- Back to the Classics (lp), 1977
- Ekseption '78 (lp), 1978
- Ekseption live at Idssteiner Schloss (lp), 1978
- Dance Macabre (lp), 1981
- Ekseption '89 (lp, cd), 1989
- The reunion (cd), 1994

Andere:
- Lp's: Ekseptional classics (1973), Greatest hits (1975), Best of Ekseption, Classic in pop, Ekseption witte album, Motive, Past and present, Featuring: Rick van der Linden (1983)
- Cd's: Greatest Hits - Ekseptional Classics, Plays Bach, Poplions, Reflection, Greatest Hits (1990), The very best of Ekseption (1991, heruitgave van Ekseption '78), With Love From (1993), Ekseption (1994, heruitgave van Ekseption '78), Best of Ekseption (1995, heruitgave van The reunion), The fifth (1998, heruitgave van Ekseptional classics), Selected Ekseption (1999, compilatie, dubbel-CD), Beggar Julia's time trip (Brazilië, 2000), With a smile (Rusland, 2000), Air (2001), Hollands glorie (2001, heruitgave van Ekseption '78), (The) Best of Ekseption (Zweitausendeins, 2002), Ekseption (The Universal Masters Collection) (2003), 3 Originals (2004), 5 / Ekseption (Italië, 2004), Ekseption 3 / Ekseption Plays Bach (Italië), Trinity / Ekseption 3 (2007)

### Dvd's
- The story of Ekseption, 2003

### Singles uitgebracht in Nederland
- Think about tomorrow (als The Jokers) - 1964
- ABC blues - 1966
- Tune NA4/ABC blues (EP) - 1966
- Talk about tomorrow - 1967
- From Africa with love - 1968
- The 5th - april 1969
- Ritual fire dance - 1968
- Rhapsody in blue - juni 1969
- Rituele vuurdans - reclame Velours Doree & Joost den Draaijer, 1969
- Air - oktober 1969
- Italian concerto - januari 1970
- Adagio - april 1970
- Another history - augustus 1970
- Peace planet - promo Blikman & Sartorius, 1970
- Peace planet - januari 1971
- Bank Ekseptional - promo ABN, 1971
- Ave Maria - oktober 1971
- Cantita - promo ICL 1971
- À la Turka - oktober 1971
- My son - 1972
- Flight of the bumble bee - 1973 (driehoekige uitklaphoes)
- Persian market - 1973
- Bingo-bingo - promo-EP, 1974
- De fietser - september 1974
- Impromptu - 1978
- Sabre dance - 1981
- The fifth - 1981

## Hitnoteringen
| Titel              | Jaar van verschijnen | Datum van binnenkomst | Hoogste positie | Aantal weken | Opmerkingen |
| ------------------ | -------------------- | --------------------- | --------------- | ------------ | ----------- |
| Hilversum 3 Top 30 |                      |                       |                 |              |             |
| The 5th            | 1969                 | 12-04-1969            | 3               | 13           |             |
| Rhapsody in blue   | 1969                 | 21-06-1969            | 22              | 5            |             |
| Air                | 1969                 | 11-10-1969            | 1 (2w)          | 14           |             |
| Italian Concerto   | 1970                 | 17-01-1970            | 10              | 7            |             |
| Adagio             | 1970                 | 11-04-1970            | 11              | 4            |             |
| Peace Planet       | 1970                 | 02-01-1971            | 2               | 9            |             |

### NPO Radio 2 Top 2000
| Nummers met noteringen in de NPO Radio 2 Top 2000 | '99 | '00  | '01 | '02 | '03  | '04 | '05 | '06 | '07  | '08  | '09  | '10  | '11  | '12  | '13  | '14  | '15  | '16  | '17  |
| ------------------------------------------------- | --- | ---- | --- | --- | ---- | --- | --- | --- | ---- | ---- | ---- | ---- | ---- | ---- | ---- | ---- | ---- | ---- | ---- |
| Air                                               | 972 | 1020 | 969 | 967 | 1093 | 990 | 700 | 899 | 829  | 852  | 1144 | 1141 | 1306 | 1166 | 1417 | 1553 | 1802 | 1839 | 1943 |
| The 5th                                           | 889 | -    | 775 | 983 | 1155 | 982 | 989 | 964 | 1045 | 1008 | 1168 | 1171 | 1325 | 891  | 1603 | 1476 | 1920 | 1916 | 1846 |

1. ↑  Een '-' betekent dat het nummer niet was genoteerd en een vetgedrukt getal geeft de hoogste notering van een nummer aan.
2. ↑  Deze tabel is bijgewerkt tot en met de laatste editie (2024).